# Georges Récipon
Georges Récipon est un peintre et sculpteur français né à Paris 3e  le 17 janvier 1860 et mort à Saint-Cloud le 2 mai 1920.
Il débute au Salon de 1879, dont il devient sociétaire en 1888, et participe aux Expositions universelles de 1889, 1890 et 1900. Peintre de paysages et de portraits, il est surtout connu comme sculpteur, notamment pour ses quadriges surmontant les portes septentrionale et méridionale du Grand Palais, et ses Nymphes de la clé du pont Alexandre-III à Paris.

## Biographie
Georges Récipon est le fils de l'orfèvre Paul Édouard Récipon avec qui il collabore aux travaux, puis il entre à l'École des beaux-arts de Paris, où il est l'élève d'Auguste Dumont et de Gabriel-Jules Thomas.
Il obtient, en peinture, le premier prix Jouvain d'Allainville (1882) et un prix de peinture  décorative, et le premier second grand prix de Rome en sculpture, avec le Retour de l'enfant prodigue (1889)
Il devient membre de la Société des artistes français.
Il  collabore au Figaro illustré, à la Revue illustrée, à la Revue des Lettres et des Arts, au Monde illustré, où ses compositions sont très remarquées. Il illustre divers ouvrages pour les éditeurs Conquet, Hachette, Brochet, Launette, etc.
Son œuvre, très considérable, en peinture comme en sculpture, a toujours été favorablement accueillie par la critique et le public. Arsène Alexandre, dans Le Figaro, Ch. Ponson-Lailly dans le Monde Illustré, et d'autres, nombreux, constatent que Georges Récipon possède à la fois la puissance, la grâce et surtout un beau don de spontanéité et d'exubérance, caractéristique de son très personnel talent.

## Œuvres

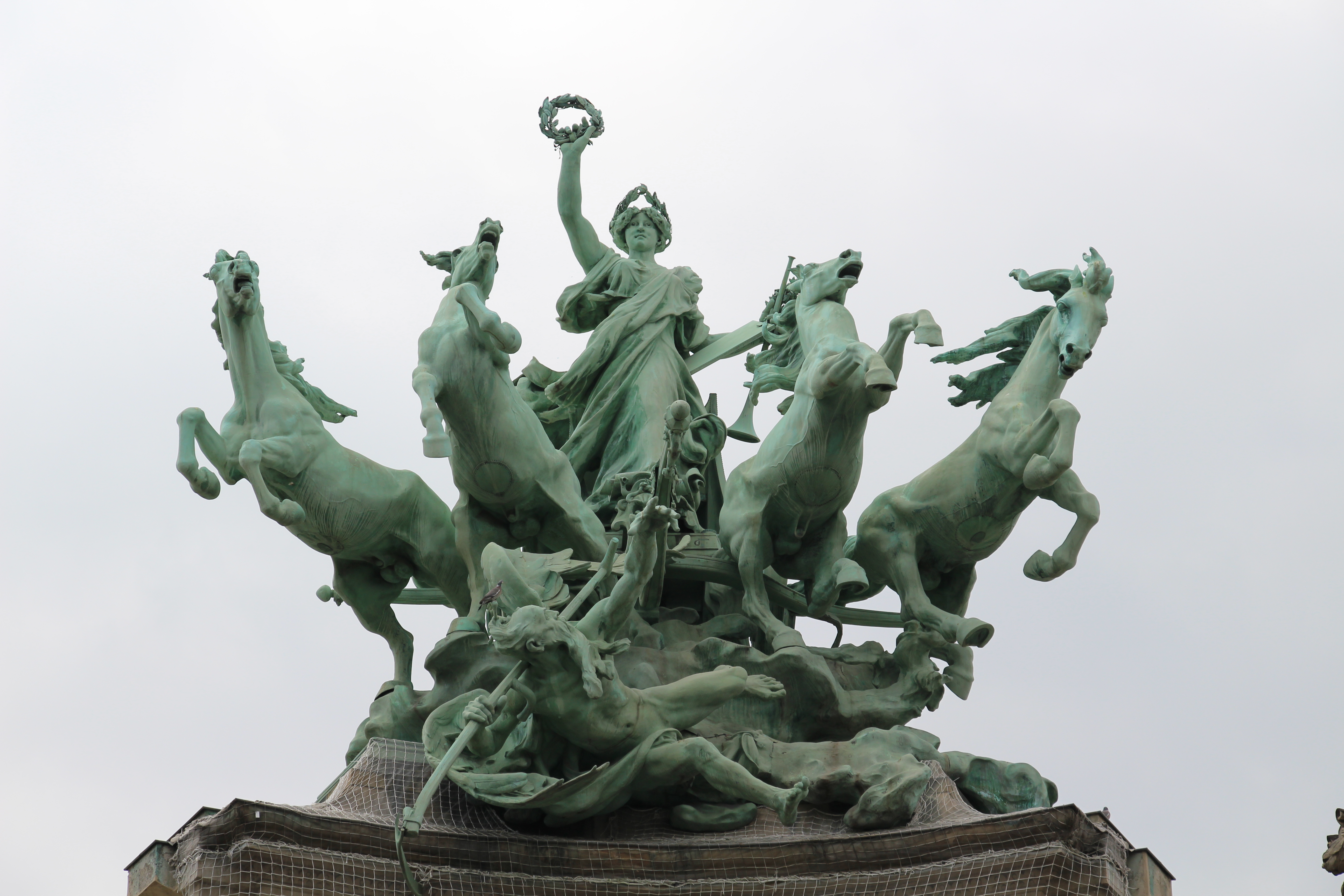
L'Immortalité devançant le Temps (1900), Paris, Grand Palais.

Georges Récipon a envoyé aux Salons successifs de la Société des artistes français, dans la section de sculpture : Tyrtée, groupe plâtre (1879), Pandore, statuette (1880), M. Mulot, buste en bronze (1881), Portrait de Mlle C. Chassaing, buste en plâtre (1886), L'Aube, haut-relief décoratif, et J.B. Pasdeloup, plâtre (1888), La Harpe et l'Épée, allégorie, statue en plâtre (1890), le Monument au général de Lariboisière, statue équestre en plâtre (1891), reproduit en bronze, ce monument fut inauguré en 1893 à Fougères (Ille-et-Vilaine), Vénus, statuette en marbre (1893), M. Danbé, buste en plâtre, fondu en bronze plus tard pour le monument funéraire du compositeur au cimetière du Père-Lachaise (41e division), et Cheval emballé, bronze qui appartint à Siot-Decauville (1894), Mes Fillettes, plâtre, M. Paul Monnet, de la Comédie-Française, buste en plâtre, et deux médaillons en plâtre (1897), Notre amie, buste en bronze qui appartint à M.|Leblanc Barbedienne, et le Tombeau de Mme Lecomte, bas-relief, érigé à Auvers-sur-Oise (1898).
On lui doit en outre, un fronton pour l'hôtel de Mme Dieulafoy ; les Nymphes de la Seine et les Nymphes de la Néva, deux groupes décoratifs pour les clés du pont Alexandre-III à Paris (1900) ; les deux quadriges d'angle, en cuivre martelé, pour le Grand Palais à Paris : L'Immortalité devançant le Temps et L'Harmonie dominant la Discorde (1900), son œuvre la plus célèbre, animée d'un souffle néo-baroque ; les bustes de MM. Bricard et Émile Allez, M. et Mme Umbetenstock et Cousin ; les statues équestres de Jeanne d'Arc, plâtre ; du Maréchal Ney, plâtre ; de Cambronne, bronze ; du Duc de Guise, bronze ; de Napoléon 1er bronze ; de Napoléon enfant ; de Saint Louis et de Saint Martin ; le buste du Commandant Coumès, pour le monument élevé au Prytanée national militaire de la Flèche ; et de nombreux objets d'art, parmi lesquels un Fer à cheval, édité par la fonderie Susse ; La Nuit, vase allégorique ; et une Torchère céramique éditée chez Émile Muller.
On cite, comme les meilleures œuvres de peinture qu'il a envoyées au même Salon : les Bords de la Juyné, Soleil levant (1881), le Moustiquaire et Lever de lune en forêt (1889), le 21 juin 1791, Drouet et Guillaume à la poursuite de Louis XVI et de sa famille (1893), Baie de Morlaix et château de Taureau vus de Carentec, Finistère (1891), la Fin d'un prince aux temps mérovingiens (1890).
Récipon a peint aussi les portraits de MM. Albert et Gabriel Dehaynin, Mme Paul Hebert ; un panneau de grandes dimensions, représentant les Arts du Métal, pour les Manufactures nationales à l'Exposition universelle de 1900. Il a composé de plus une quantité d'aquarelles, la plupart représentant des sujets hippiques et de genre, éditées chez Boussod et Valladon.

Œuvres de Georges Récipon
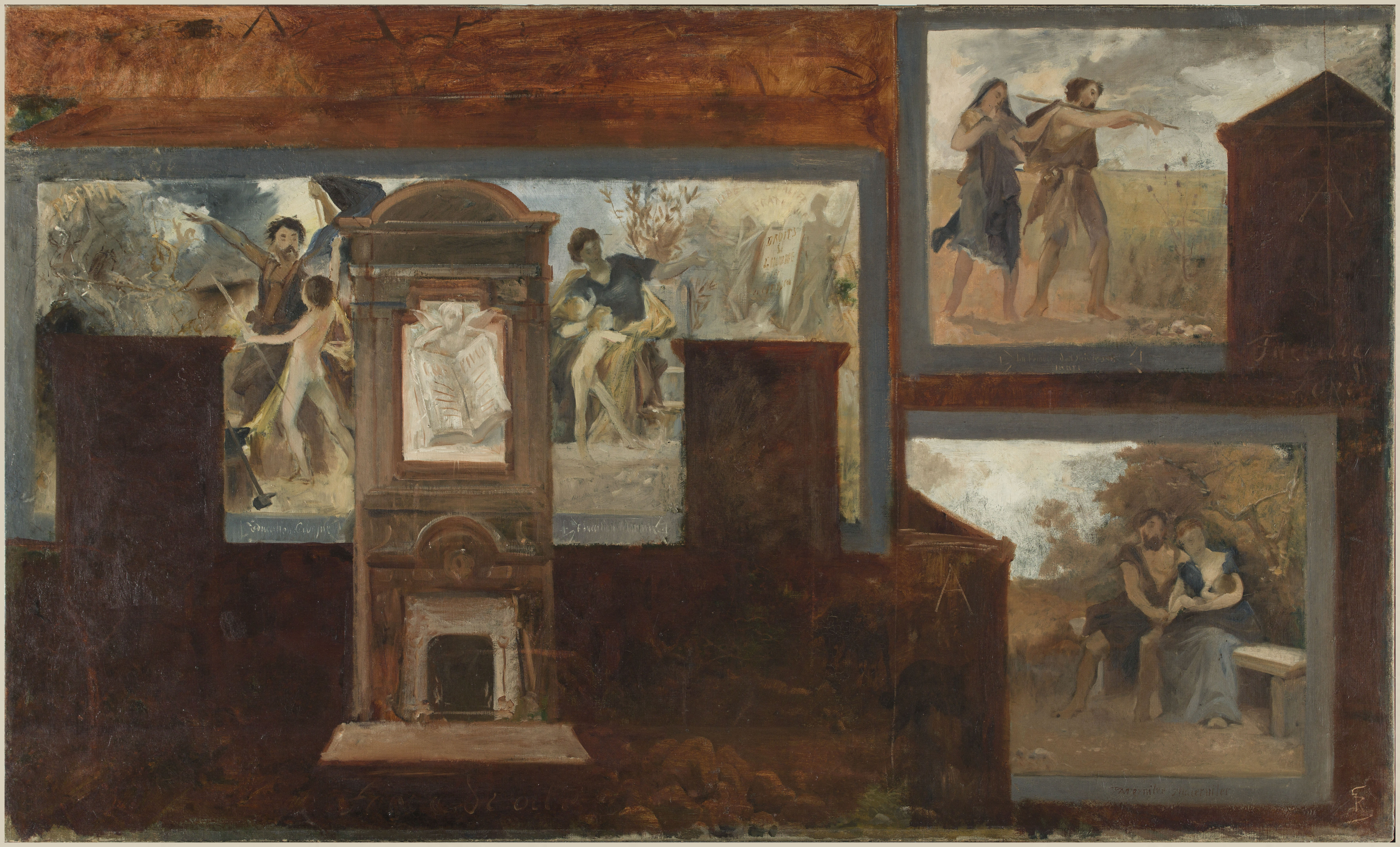
Esquisse pour la mairie du 15e arrondissement : Éducation civique. Éducation morale. La femme doit suivre son mari. Paternité. Maternité (1884), Paris, Petit Palais.
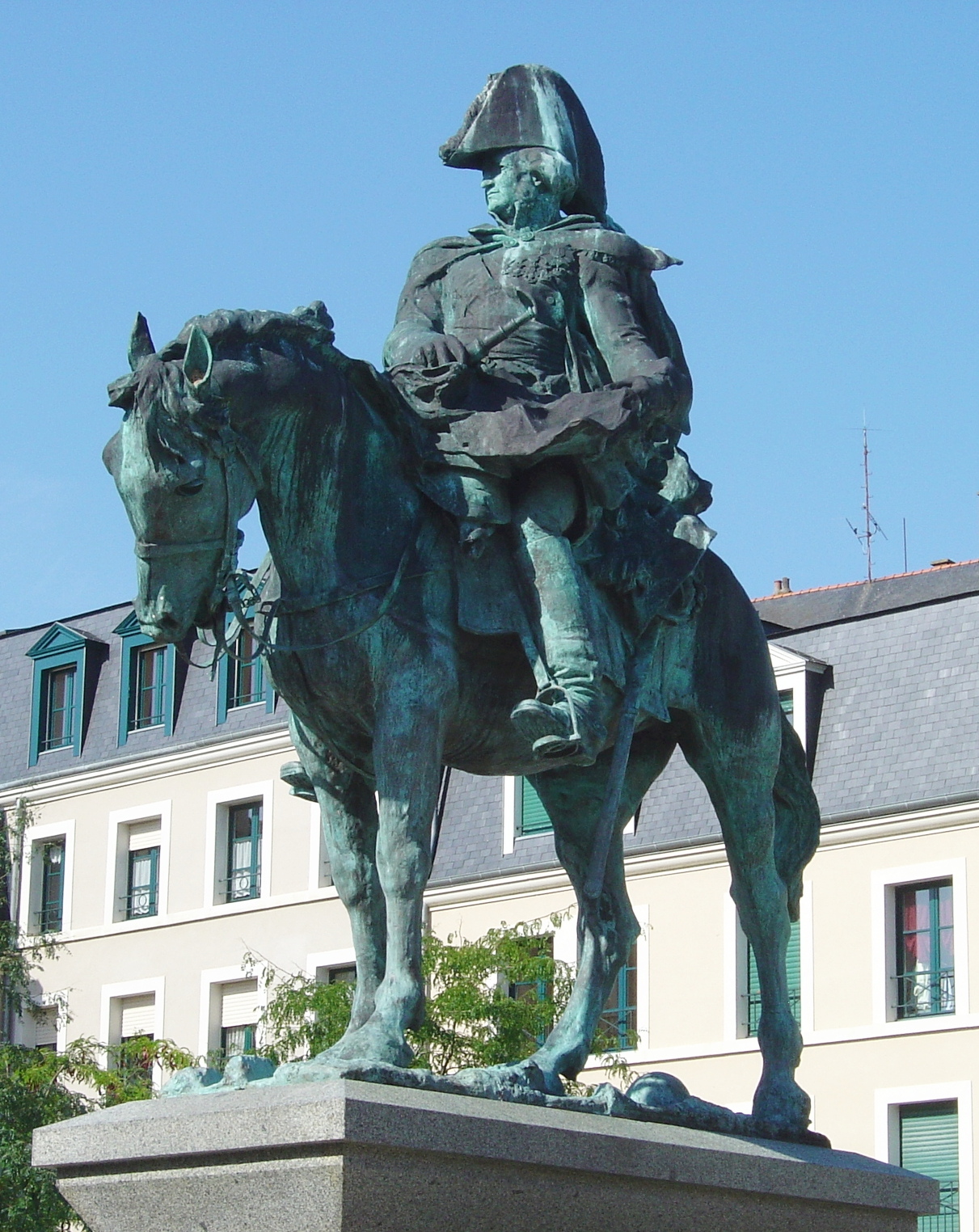
Détail du Monument au général de Lariboisière (1893), à Fougères.
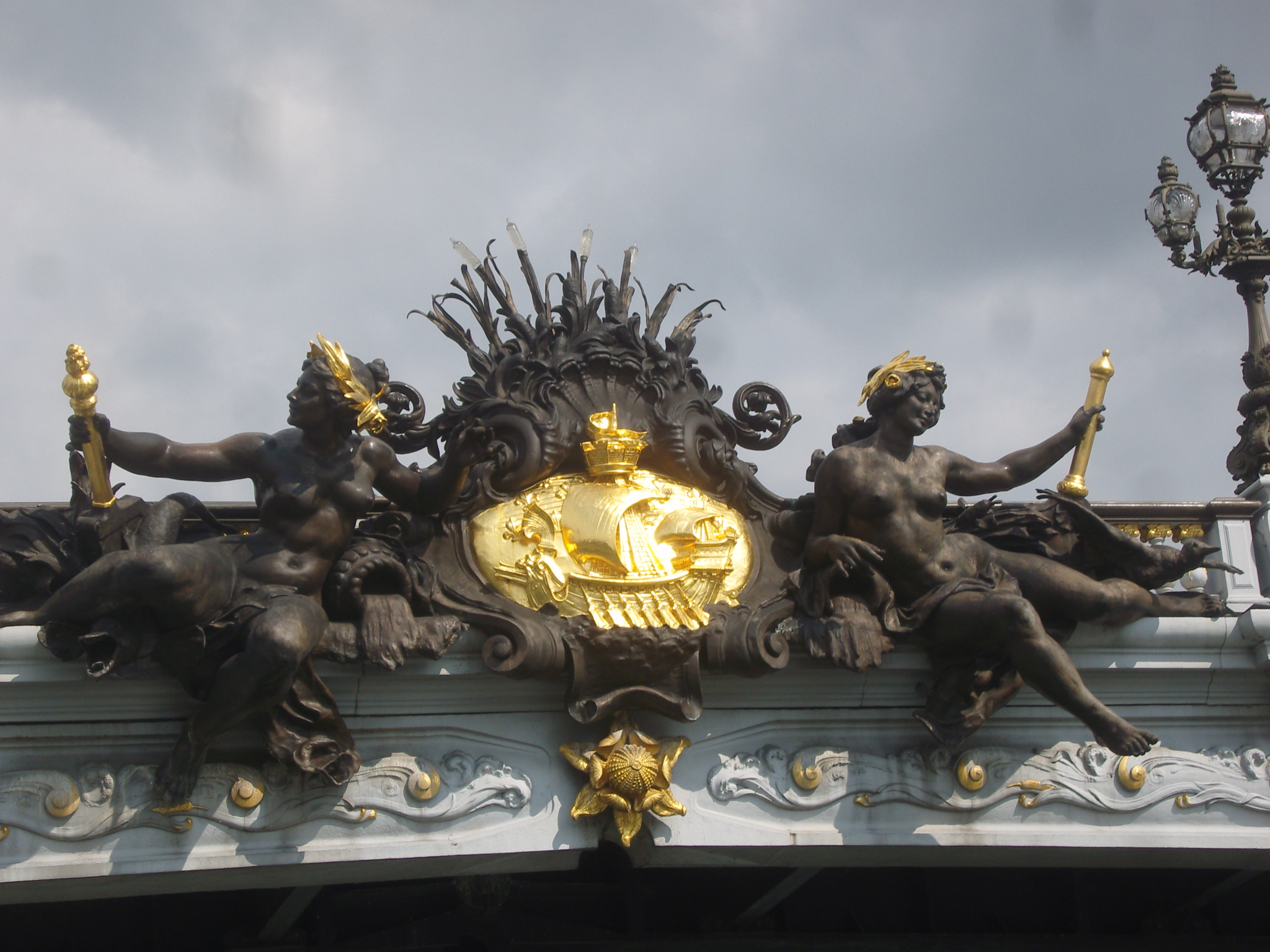
Nymphes de la Seine (1900), clé du pont Alexandre-III à Paris.
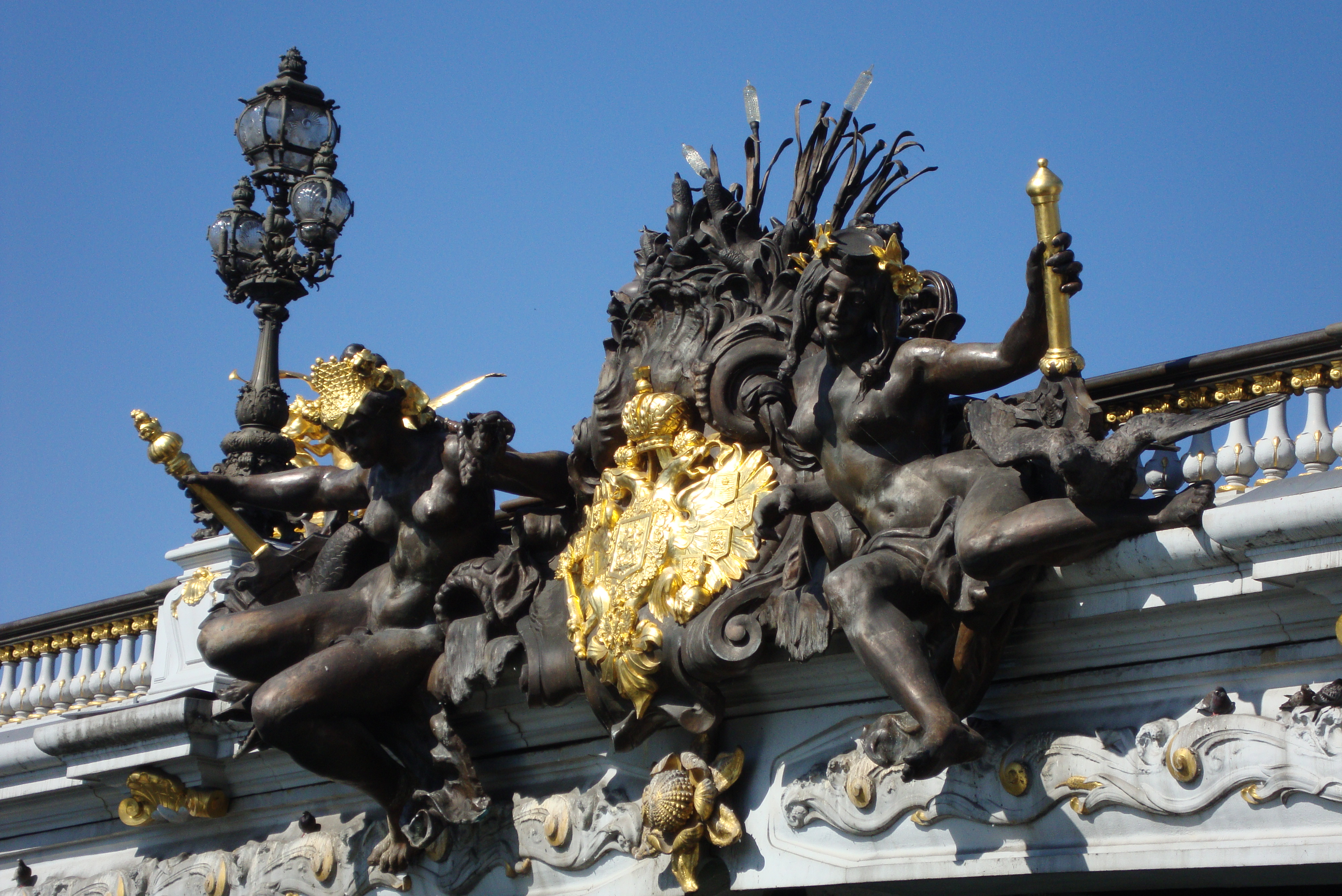
Nymphes de la Neva (1900), clé du pont Alexandre-III à Paris.
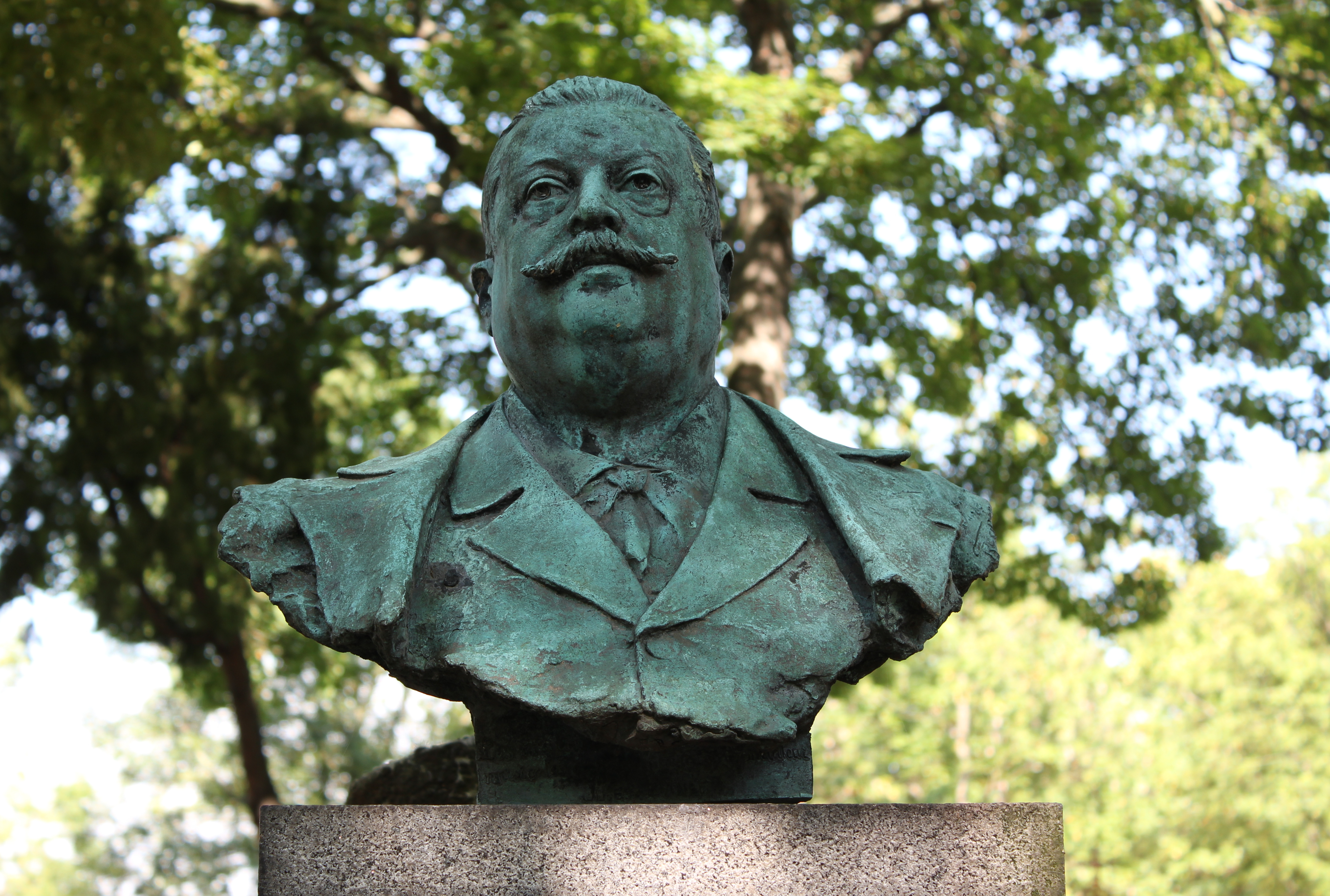
Jules Danbé (1906), Paris, cimetière du Père-Lachaise.

## Récompenses
Georges Récipon obtient en sculpture plusieurs récompenses : 
- une mention honorable au Salon de 1888 ;
- une médaille 3e classe au Salon de 1890 ;
- une mention à l'Exposition universelle de 1889 ;
- une médaille d'argent à l'Exposition universelle de 1900.

## Distinction
Georges Récipon est nommé chevalier dans l'ordre national de la Légion d'honneur par décret du 16 août 1900.

## Hommages
- Il est vice-président de la Société littéraire, artistique et scientifique des Uns.
- L'allée Georges-Récipon porte son nom dans le 19e arrondissement de Paris.